# 天主教拜蒂克洛教區
天主教拜蒂克洛教區 （拉丁語：Diocesis Batticaloaensis）是斯里蘭卡一個羅馬天主教教區，屬科倫坡總教區。
1893年8月25日自科倫玻總教區及賈夫納教區分出，成為亭可馬里暨拜蒂克洛教區。2012年7月3日自亭可馬里教區分出。
教區範圍包括斯里蘭卡東部的安帕賴區和拜蒂克洛區。2012年有教友55,225人、廿四個堂區、四十八名司鐸。現任教區主教為若瑟·邦尼亞。